# Warmtepomppaneel

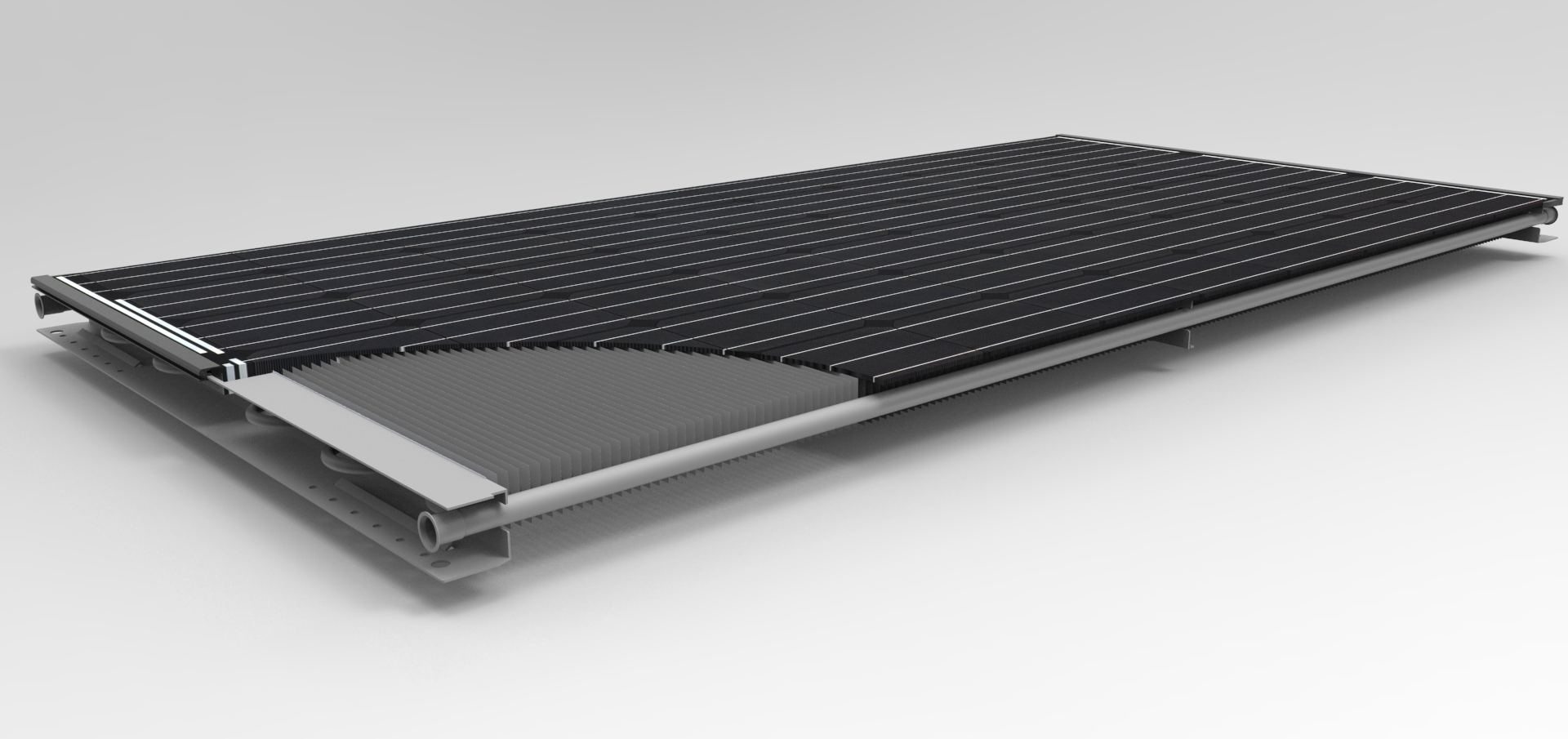
Warmtepomp paneel Triple Solar PVT

Het warmtepomppaneel is een thermische energiebron voor een warmtepomp. Het warmtepomppaneel bestaat uit een lucht/vloeistofwisselaar die verdamperzijdig wordt aangesloten op een brine/water warmtepomp.  Het warmtepomppaneel onttrekt warmte uit de buitenlucht, aangevuld met warmte uit dag- en zonlicht. 
Er bestaan twee varianten. De hierboven genoemde variant en het gecombineerde PVT-warmtepomppaneel. Het PVT-warmtpomppaneel combineert een zonnepaneel (PV) met een warmtewisselaar (T). Een goed gedimensioneerd warmtepomppaneel levert voldoende bronenergie op voor een all-electric warmtepomp-verwarmingssysteem. 
De meeste PVT warmtepomppanelen hebben dezelfde afmetingen als PV panelen.

## Toepassing
WoningenHet PVT warmtepomppaneel is toepasbaar op zowel renovatie als nieuwbouw van woningen die gasloos worden verwarmd. Het biedt een alternatief voor de lucht/water warmtepomp en de water/water warmtepomp (aardwarmte).
NutsgebouwenVoor de toepassing zit er geen begrenzing aan de grootte van het systeem. Vaak wordt voor grotere gebouwen gekozen voor een combinatie met een bodembron.
Er is tevens een toepassing voor de centrale opwekking van warm tapwater voor appartementencomplexen of zorginstellingen.
Fabrieks- en utiliteitsbouwZwembaden gebruiken de toepassing voor het verwarmen van het zwemwater. Vanwege de constante warmtevraag over het jaar is deze toepassing in gebruik geraakt vanwege de hoge SCOP door het toevoegen van zon- en daglicht ten opzichte van de lucht/water warmtepomp.

## Hoe werkt het?
De verdamper van de warmtepomp onttrekt energie uit de warmtepomppanelen, met glycol gevulde warmtewisselaars. De onttrokken energie wordt aangevuld met warmte uit de buitenlucht en warmte uit dag- en zonlicht.

### Voordelen
Het systeem is eenvoudig van opzet. De vaak toegepaste zonnepanelen (PV) worden vervangen door PVT warmtepomppanelen. De panelen worden gevuld met glycol om bevriezing tegen te gaan.
Warmtepomppanelen gebruiken energie uit de buitenlucht en daarnaast de warmte uit dag- en zonlicht, waarmee de temperatuur van de energiebron wordt verhoogd. Een hogere brontemperatuur maakt de warmtepomp energiezuiniger.

#### Ten opzichte van de lucht/waterwarmtepomp
De warmtepomppanelen vervangen de buitenunit van de lucht/water warmtepomp. Een goed gedimensioneerd bronsysteem van warmtepomppanelen heeft vanwege het grote warmtewisselaarsoppervlak en het weglaten van geforceerde ventilatie geen ontdooicyclus nodig. 
De  ontdooicyclus kost veel energie (lees elektriciteit), wat de overall energieprestatie vermindert.
Ook wordt vaak het geluid van de buitenunit als negatief ervaren. Bij nieuwbouw- of renovatieprojecten in dichtbebouwde gebieden worden soms grenzen gesteld aan het gebruik van lucht/water warmtepompen.

#### Ten opzichte van de water/waterwarmtepomp (aardwarmte)
Bodemenergie is aantrekkelijk omdat het, mits goed gedimensioneerd, een constante brontemperatuur heeft en de mogelijkheid biedt tot passief koelen. Nadeel is dat bij intensief gebruik van bronnen in bijvoorbeeld een stedelijk gebied er sprake kan zijn van interferentie: bronnen die elkaar negatief beïnvloeden of zelfs uitputten. In dit geval moet er geregenereerd worden. Kosten van boren, hieraan gekoppelde garanties en bronregeneratie maken het product relatief duur. Tevens hebben lokale overheden soms een vergunningsplicht of belemmerende wetgeving.

## Geschiedenis
Het warmtepomppaneel is voor het eerst in 2012 toegepast als all-electric warmtepomp-verwarmingssysteem voor de woningbouw door het bedrijf Triple Solar, opgericht door de Nederlandse ingenieur Cees Mager. 
In 2016 ontwikkelde Cees Mager in samenwerking met de Duitse ingenieur Ulrich Leibfried het PVT warmtepomppaneel. Dit paneel werd in 2018 wereldwijd gepatenteerd.

## Techniek
Warmtepomppanelen hebben een bovenzijde die elektriciteit opwekt, net als gewone zonnepanelen. De achterzijde is de warmtewisselaar die de warmte uitwisselt met de buitenlucht.